# Verești
Verești est une commune roumaine située dans le județ de Suceava.